# Brigade anti-criminalité
Pour les articles homonymes, voir BAC.
 (18 avril 2025).
La brigade anticriminalité, connue aussi sous l'acronyme « BAC », est un service de la police nationale française, créé en 1994. La BAC est, en région parisienne,  rattachée à la Direction de la sécurité de proximité de l'agglomération parisienne et, ailleurs, à la direction centrale de la Sécurité publique.
Ces unités sont présentes à Paris, dans sa proche banlieue (Hauts-de-Seine, Seine-Saint-Denis, Val-de-Marne), en grande couronne parisienne (Seine-et-Marne, Yvelines, Essonne, Val-d'Oise), ainsi que dans les grandes et moyennes villes de province, au sein de la plupart des commissariats. Il existe des BAC jour et des BAC nuit.
Les policiers de la BAC sont en civil ou non. Ils se déplacent dans des véhicules banalisés ou non. Des véhicules de certaines BAC départementales portent une sérigraphie spécifique.
Certaines BAC départementales, comme la BAC75N de la préfecture de police de Paris, effectuent leurs  missions en combinaison d’intervention et véhicules sérigraphiés (inscription police particulière en basse visibilité).
Les policiers de la BAC sont spécialisés dans les interventions à risques en zones urbaines, particulièrement en milieux sensibles (cités ou quartiers prioritaires).

## Histoire
Ne doit pas être confondu avec Brigade anticommando.
Les premières BAC départementales sont créées dans les départements de Paris et de Seine-Saint-Denis par Pierre Bolotte, ancien haut fonctionnaire aux colonies. 
Au cours des années 1970, les Brigades de sécurité de nuit (BSN) ont notamment cédé la place à des BAC locales dans la plupart des circonscriptions de sécurité publique de la banlieue parisienne.
En 1992, les BAC de nuit et BAC de jour sont respectivement généralisées sur l'ensemble de la France. Bernard Grasset, alors directeur général de la Police nationale, signe la note de service le 5 septembre 1991, Philippe Marchand est lui ministre de l'Intérieur.
La BAC de nuit de Paris (bac 75N) est créée en novembre 1993, issue des six brigades mobiles d'arrondissement de nuit (BMAN), avec pour objectif de lutter plus efficacement contre la délinquance. Opérant de 22 h 30 à 6 h 30 du matin, deux cents policiers en tenue étaient en poste et pouvaient être regroupés très rapidement, afin de faire face aux situations de trouble de l'ordre public sur l'ensemble de la capitale.
Avec la suppression de la police de proximité en 2003 par le ministre de l’Intérieur Nicolas Sarkozy, les policiers de la BAC sont devenus l’un des principaux visages de la police pour les habitants des quartiers prioritaires.

## Accès
Cette section ne s'appuie pas, ou pas assez, sur des sources secondaires ou tertiaires indépendantes du sujet. Le texte peut contenir des analyses inexactes ou inédites de sources primaires.
Pour l'améliorer, ajoutez-en, ou placez des modèles {{Source secondaire souhaitée}} ou {{Source secondaire nécessaire}} sur les passages mal sourcés. (mai 2022)

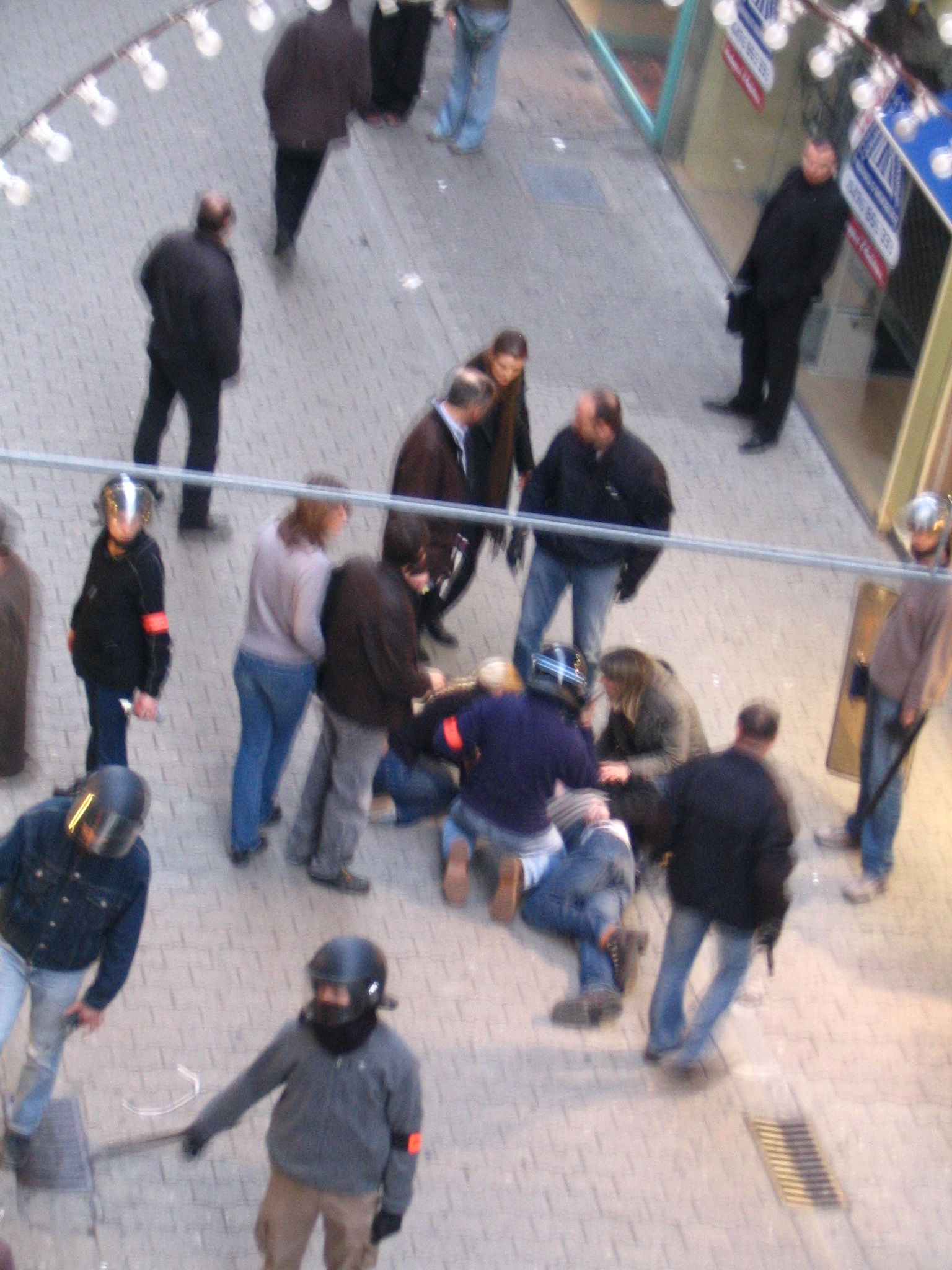
Policiers de la BAC lors du Mouvement anti-CPE, en 2006.

Les policiers sont tous volontaires, et passent des tests psychologiques. Ils doivent avoir une très bonne connaissance policière et maîtriser les éléments de procédure pénale. Pour intégrer les brigades anticriminalité, il faut avant tout avoir réussi le concours de gardien de la paix et être Policier.
Au bout d'un minimum de deux ans d'ancienneté après titularisation (laquelle est effective après l'année d’école de Police et celle de Gardien de la Paix stagiaire), le policier peut en théorie passer les épreuves afin d'être habilité BAC. Une à deux fois par an, un télégramme arrive dans les divers commissariats afin de recenser les fonctionnaires volontaires pour passer les épreuves sanctionnant l'obtention de l'habilitation. Une fois habilité BAC, le fonctionnaire peut déposer sa candidature sur les postes ouverts dans des BAC. Il est d’usage que les policiers des BAC puissent faire eux-mêmes leur choix parmi les postulants, pour les qualités qu'ils pourraient apporter au groupe.
Les policiers restent théoriquement à la brigade anticriminalité un maximum de neuf ans, en trois périodes de trois ans, chacune soumise à un test de recyclage. La réalité veut qu'un fonctionnaire de police exerçant en brigade anticriminalité pourrait y rester jusqu'en fin de carrière s'il le souhaitait, l’expérience policière spécifique étant appréciée dans ces unités.

## Évolution: plan BAC-PSIG

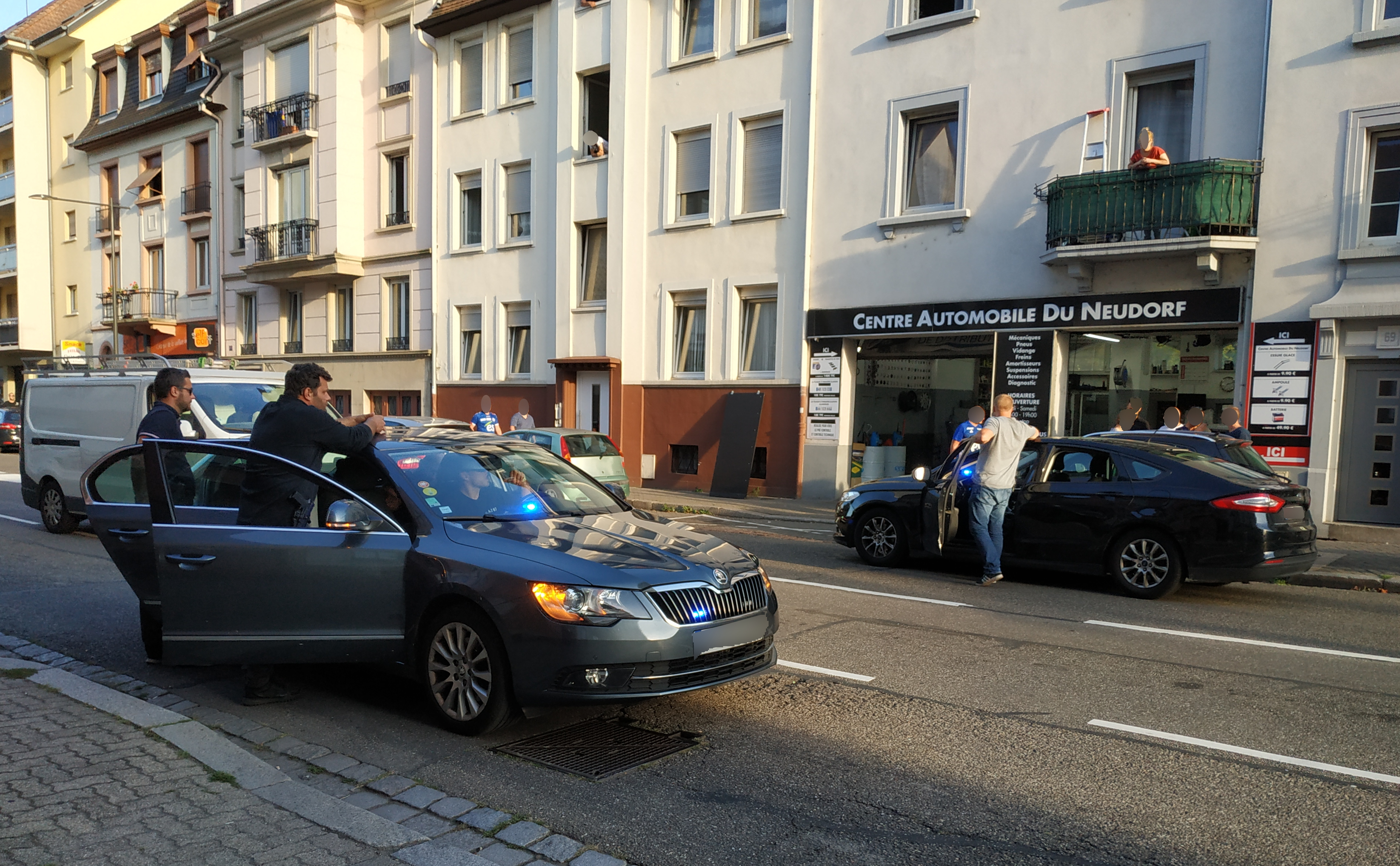
Deux véhicules de la BAC en intervention en 2019.

Le 30 octobre 2015, le ministre de l’Intérieur Bernard Cazeneuve annonce un plan « BAC-PSIG 2016 » destiné à renforcer la sélection et la formation du personnel affecté aux BAC de la Police nationale et aux pelotons de surveillance et d'intervention de la Gendarmerie (PSIG), et ce dès l'année 2016. Ce plan prévoit également le renforcement des moyens attribués à ces unités, notamment l'achat de véhicules (340 pour la police) et d'équipements de protections ou d'armements. Ces mesures incluent :
- un volet anti-criminalité plus poussé en formation initiale en école de police ;
- la création de stages de formation complémentaires - y compris un module intitulé « déontologie de l'interpellation » ;
- la mise en place d'une « nouvelle doctrine d'action et d'intervention » pour gagner en efficacité face aux nouvelles formes de délinquance ou de criminalité les plus violentes (allant du droit commun au terrorisme).

Ce plan prévoit des achats de véhicules, équipements de protection et armements pour un montant de 16 millions d'euros, toutes forces confondues (police et gendarmerie). Parmi les mesures annoncées, les dotations supplémentaires compte environ 10 millions d'euros pour l'acquisition ou le remplacement de véhicules. La somme de 6,6 millions d'euros a également servi à l'achat de moyens de transmission et de systèmes de géolocalisation, mais surtout à la modernisation d'équipements de protection individuelle.
Pour le maintien de l’ordre en quartier difficile, l’une des spécialités de ces Policiers, des protections pour les épaules et les tibias viennent s’ajouter au casque dit « léger». D’autres équipements et armes intermédiaires sont à leur disposition, bâtons télescopiques, aérosols et grenades lacrymogènes à main, grenade de désencerclement, pistolets à impulsions électriques (Taser), armes longues type lanceur de balles de défense de nouvelle génération, calibre 40 mm, avec dispositif holographique d'aide à la visée Brügger & Thomet GL06 (LBD-40).
Le 26 février 2016, le ministre de l'Intérieur annonce, dans le cadre de mesures prises à la suite des attentats de novembre 2015 à Paris, un plan d'intervention d'urgence pour faire face à toute attaque terroriste sur le territoire, impliquant la participation des BAC. En cas d’attaque terroriste, le rôle de la BAC (et des PSIG "Sabre" en zone Gendarmerie) est d’atteindre la zone et de se déployer en moins de vingt minutes, avec équipement de protection lourd et fusil d’assaut, puis de prendre les premières mesures en attente des services d’intervention, type Brigade de recherche et d’intervention, RAID ou GIGN. 

Unité déployée en fonction de la menace.

Pour faire face à ces situations, les effectifs des BAC se sont vus attribuer des équipements de protection lourds et de l'armement lourd spécifique.

## Structure et fonctionnement
Cette section ne s'appuie pas, ou pas assez, sur des sources secondaires ou tertiaires indépendantes du sujet. Le texte peut contenir des analyses inexactes ou inédites de sources primaires.
Pour l'améliorer, ajoutez-en, ou placez des modèles {{Source secondaire souhaitée}} ou {{Source secondaire nécessaire}} sur les passages mal sourcés. (mai 2022)
Il existe différents types de BAC : les BAC locales et les BAC départementales.
La BAC locale est répartie par circonscription de sécurité publique (CSP), patrouillant sur une ou plusieurs communes, voire sur un arrondissement comme à Paris. Ce sont des BAC les plus répandues, notamment en banlieue parisienne. Les fonctionnaires de police des BAC locales travaillent majoritairement en civil, au contraire de ceux de certaines BAC départementales (BAC75N, BAC94N, etc.).
Des BAC départementales existent dans certains départements, notamment en région parisienne. Elles sont réparties par direction départementale de sécurité publique (DDSP) ou direction de la sécurité de proximité de l'agglomération parisienne (DSPAP), avec une compétence sur la totalité du département qui lui incombe, à l'exclusion des zones attribuées à la gendarmerie.
Le cycle et les horaires de travail en BAC sont adaptés aux évolutions de la délinquance, analysée quotidiennement à l'aide de la cartographie informatisée. Elle essaye de traiter en priorité les flagrants délits. Selon leur localisation, en banlieue parisienne par exemple, et sur ordre de l'autorité hiérarchique, la BAC peut être utilisée comme une colonne d’assaut si aucun groupe spécialisé n'est disponible ou est trop éloigné.

### Tenue
La tenue de la BAC est une tenue civile avec un brassard orange siglé « police » complétant la présentation d'une carte professionnelle en cas de besoin. Certaines BAC départementales, ainsi que les policiers exerçant en civil (en cas d'événement particulier ou de maintien de l'ordre), sont dotés d'une combinaison BAC (bleue foncé) avec écusson BAC (spécifique à chaque unité, créé par les effectifs et validés par l'administration).

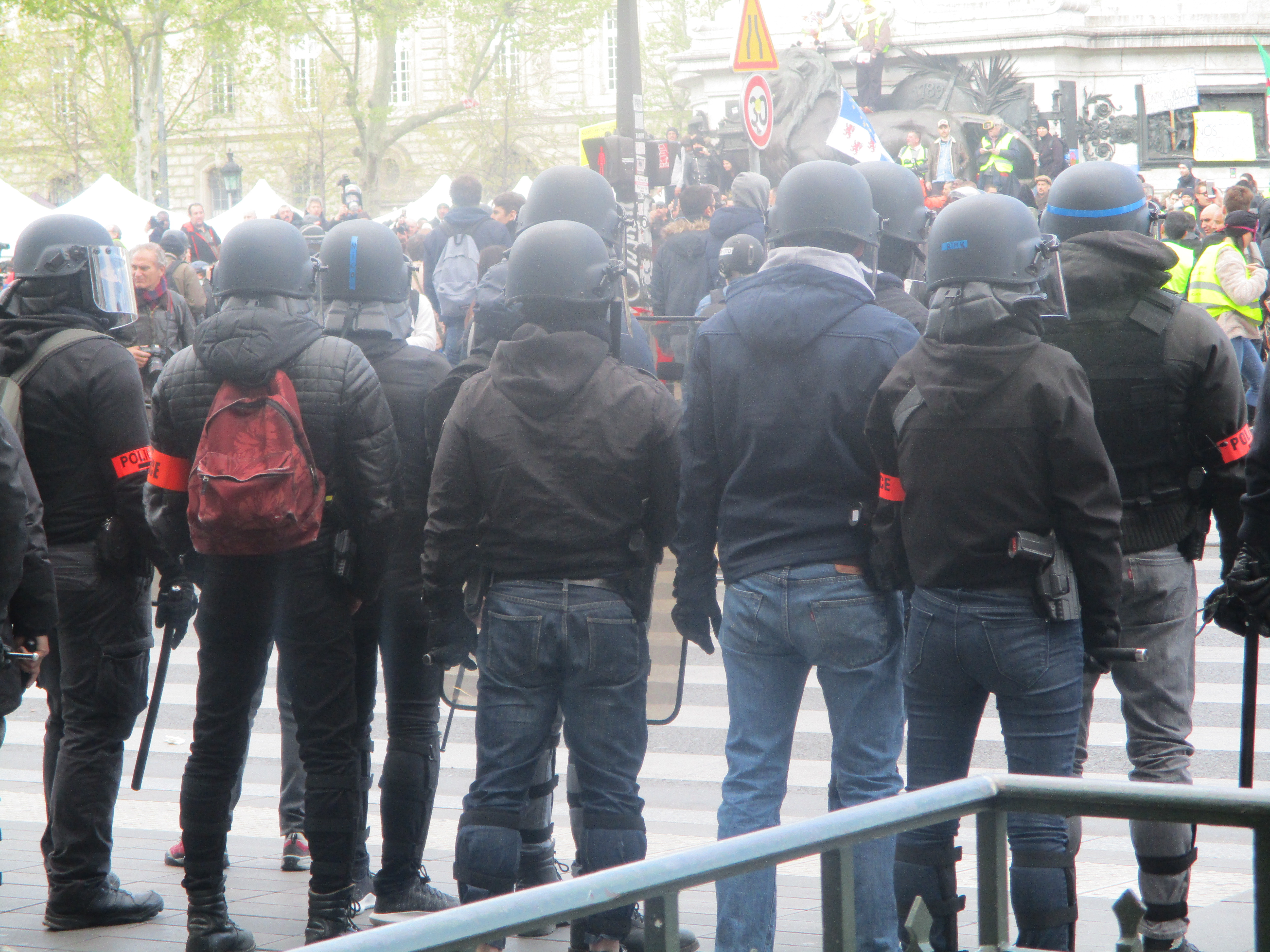
Tenue en 2019.

### Équipement et armements
Les effectifs des différentes BAC possèdent le matériel habituel de la Police nationale ainsi que du matériel spécifique aux différentes missions BAC. Cet équipement peut comprendre :
- le pistolet semi-automatique de marque Sig-Sauer SP 2022, arme de service, calibre 9 mm, cartouches creuses (pouvoir de pénétration volontairement faible, pouvoir d'arrêt important) ;
- le fusil à pompe modèle Remington 870 en calibre 12 (peu utilisé, le G36 lui étant préféré) ;
- le pistolet mitrailleur de marque Heckler & Koch type HK UMP, cette arme étant un choix complémentaire ou secondaire pour les effectifs des BAC, plutôt majoritairement utilisée par les policiers de commissariat exerçant en tenue ;
- le bâton télescopique de défense ou plus rarement le tonfa (BPPL) ;
- les menottes administratives.

L'équipement peut également comprendre :
- le fusil d'assaut modèle HK G36 (variante KP2, canon de 318 mm, coup par coup et rafales courtes, avec visée électronique type « point rouge », lampe tactique, poignée, etc.), arme longue principale de dotation collective, exclusivement réservée aux BAC et services assimilés en raison de la puissance de feu très importante ;
- le lanceur de balles de défense LBD40, communément appelé « 40 », calibre 40x46, avec visée holographique militaire EOTech et portée utile de 35 m (ayant remplacé le lanceur de balle de défense de marque Flash-Ball[précision nécessaire]), arme intermédiaire présente dans chaque équipage BAC (maintien de l’ordre en milieu sensible, individu muni d’une « arme blanche », etc.) ;
- le pistolet à impulsion électrique (PIE) de marque Taser modèle X26, mode tir direct (filaire, effet immédiat de paralysie temporaire par blocage du système nerveux, 2 ma, 50 000 volts) et/ou mode contact direct sur l’individu à maîtriser (« shocker »).

Le pistolet mitrailleur de marque Beretta M12SD a été quasiment retiré en totalité, au profit des HK UMP cal. 9mm et HK G36 cal. 5.56.[précision nécessaire]
Pour le maintien de l'ordre, l'équipement comprend aussi :
- le casque de maintien de l'ordre avec visière ;
- le bouclier antiémeute plastique ultra rigide ;
- les grenades à gaz lacrymogène type MP7 ou CM6 (avec bouchon allumeur - grenades à main - ou avec bouchon propulseur pour lance-grenades type Cougar) ;
- des grenades à éclats non létaux (GENL), remplaçant progressivement depuis novembre 2020 les grenades de désencerclement, dispositif manuel de protection à très fort effet explosif (TNT) qui projette des plots en caoutchouc afin de disperser un attroupement hostile proche ;
- l'aérosol de défense de grande contenance, composé de gaz lacrymogène CS ;
- le gilet tactique pour l'emport de munitions pour LBD 40x46 et grenades.

Pour faire face à une situation d’acte de terrorisme, de prise d'otage, mais également pour intervenir sur des cas d'individus menaçants, retranchés ou armés, chaque policier de la BAC a été doté d’un équipement dit « lourd ». Il comprend un gilet pare-balles lourd avec plaques balistiques frontale, dorsale et latérales en céramique (porté en plus du gilet pare-balles à port dissimulé porté, lui, au quotidien), un casque pare-balles blindé d’intervention (avec visière pare-balles) et des équipements divers (poignée, lampes tactiques, etc.).

### Criminologie
Cette section ne s'appuie pas, ou pas assez, sur des sources secondaires ou tertiaires indépendantes du sujet. Le texte peut contenir des analyses inexactes ou inédites de sources primaires.
Pour l'améliorer, ajoutez-en, ou placez des modèles {{Source secondaire souhaitée}} ou {{Source secondaire nécessaire}} sur les passages mal sourcés. (mai 2022)
La BAC est à la recherche constante d'infractions sur la voie publique. Elle procède à de nombreux contrôles de véhicules, et à de nombreux contrôles d'identité, comme le lui permet l'article 78-2 du Code de procédure pénale. Elle s'emploie à rechercher, notamment dans le cadre juridique du flagrant délit, des faits quotidiens de petite et moyenne délinquance, et ponctuellement de faits de nature criminelle.
Il peut s'agir de vols à main armée, de vols de véhicules, de vols par effraction ou à la roulotte, comme de recels de vol, d'extorsions, d'arnaques diverses de voie publique ou de flagrants délits d'escroqueries, vols par ruse, abus de confiance, usages de fausse qualité. Elle intervient lors de violences, agressions, rixes, attroupements armés, affrontements entre bandes rivales, menaces, violences conjugales en cours.
Elle est employée dans des opérations de maintien de l’ordre, dans la lutte contre les stupéfiants, lors d'infractions routières graves, d'infractions sexuelles en flagrant délit, viols, agressions sexuelles, exhibitions. Elle a un rôle d'assistance en primo-intervention sur attentats ou tueries de masse, et d'assistance aux autres équipages de voie publique, aux services de police judiciaire et aux services de renseignement.

### Véhicules
Cette section ne s'appuie pas, ou pas assez, sur des sources secondaires ou tertiaires indépendantes du sujet. Le texte peut contenir des analyses inexactes ou inédites de sources primaires.
Pour l'améliorer, ajoutez-en, ou placez des modèles {{Source secondaire souhaitée}} ou {{Source secondaire nécessaire}} sur les passages mal sourcés. (mai 2022)

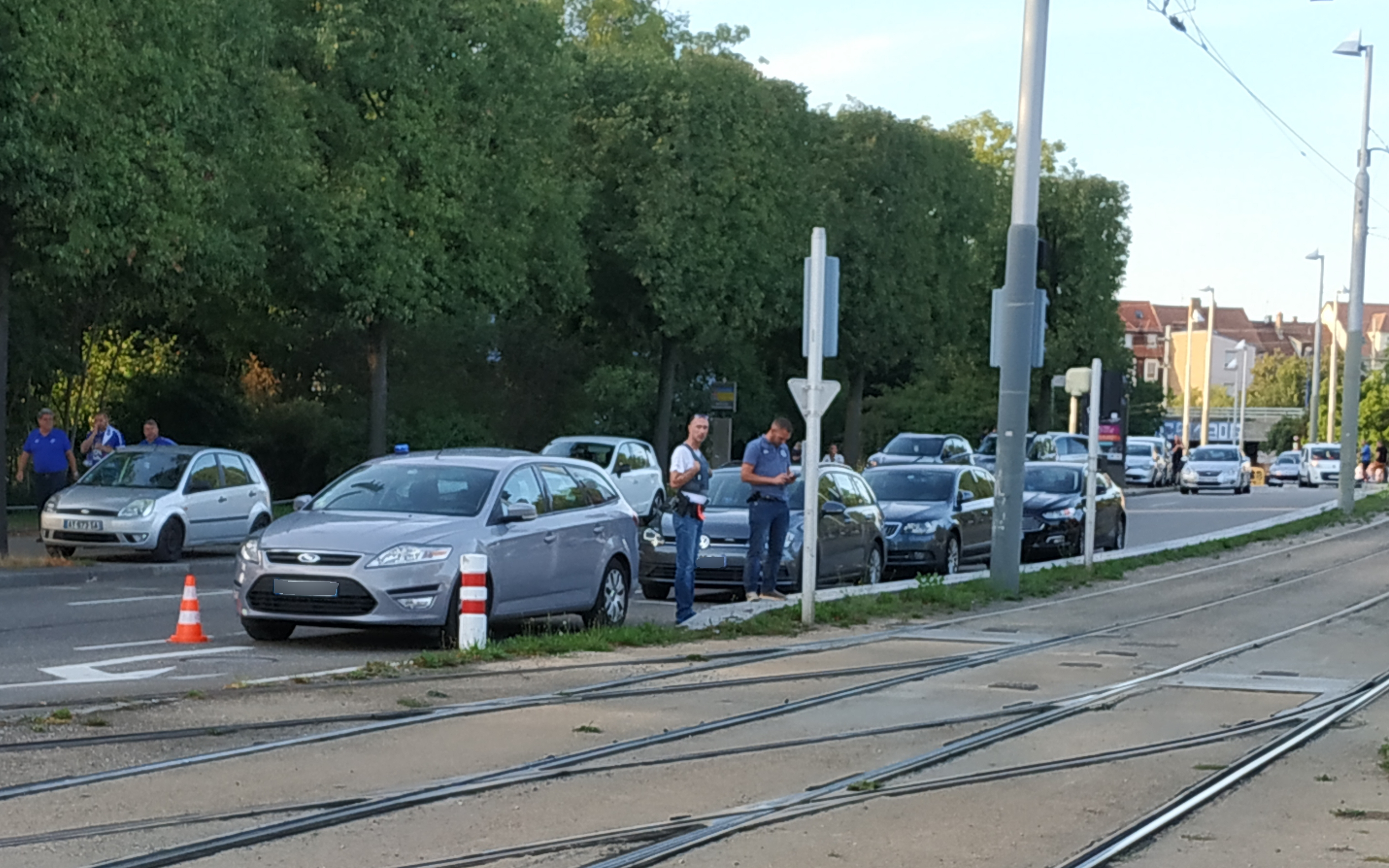
Skoda Octavia, Renault Kadjar, Peugeot 508, 5008, 3008, Ford Mondeo et Volkswagen Passat composent en 2025 une grosse partie du parc.

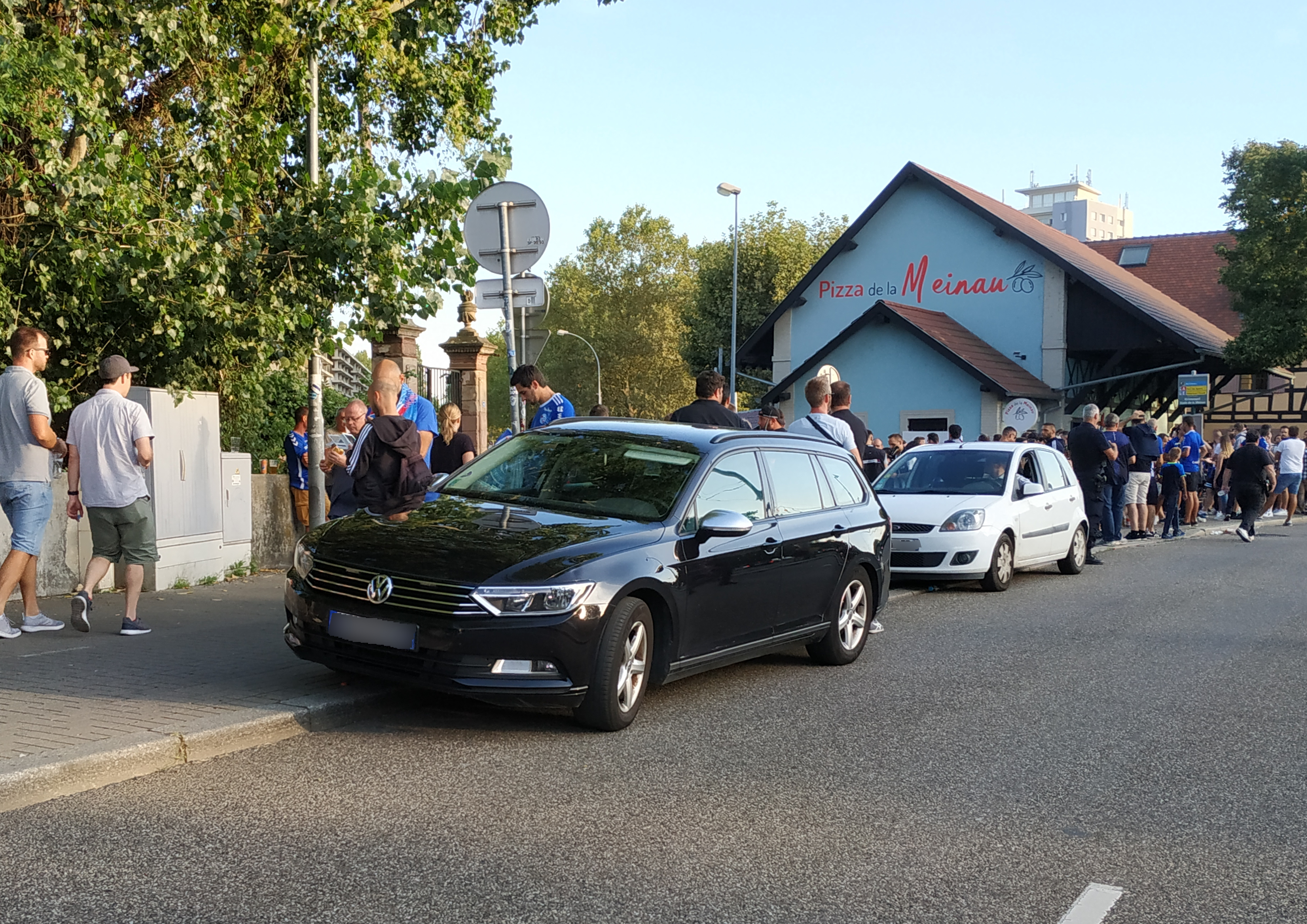
Volkswagen Passat de la BAC en 2019.

Les BAC patrouillent généralement en véhicules banalisés, qui diffèrent selon les spécificités de ces unités (BAC départementale, BAC locale, etc).
Certains de ces véhicules puissants nécessitent une habilitation appelée conduite spécialisée (ou conduite rapide). Cette formation est dispensée par le service central automobile (ou école de conduite spécialisée) de la Police nationale avec des policiers ayant un niveau de pilote automobile confirmé. La formation est sanctionnée par un examen qui se déroule à Abbeville, dans la Somme. Certains véhicules ont une motorisation supérieure à 150 chevaux et nécessitent une telle habilitation.

### Insignes et dénomination
Chaque brigade adopte un insigne, généralement animalier. Dans le bestiaire, on trouve quelques fauves, des cobras, des aigles (pygargue à tête blanche) et beaucoup d'araignées sur leur toile, parfois des chauve-souris. Tonfas ou menottes en sautoir complètent l'iconographie. Pour le sociologue Didier Fassin, il existe « probablement » entre toutes les brigades « une sorte de concurrence à produire les iconographies les plus originales ou violentes » comme des loups ou des tigres bondissant sur des quartiers ou encore des mires de fusil sur des tours de cités.
Depuis juin 2016, l'administration met à disposition de l’ensemble des BAC un nouvel écusson, à but cependant symbolique car dans les faits quasiment jamais porté :
- la rose des vents, aux multi-nuances bleutées et blanches sur un fond bleu, symbolise la délinquance dans ses aspects multiples touchant tous les domaines sociétaux dans une démocratie, mais on peut plutot vouloir y voir l'héritage du cardinal de Richelieu...[pas clair]
- les flèches, pointées tous azimuts, illustrent la polyvalence de ces unités dans leur lutte contre la délinquance ainsi que la solidarité qui les anime par le croisement des flèches en 3/6
- l’arc symbolise la rapidité et l’adresse que nécessitent les interventions de voie publique en flagrance ainsi que la mission d’appui.

Ces policiers sont parfois surnommés les « baqueux » par les autres policiers ou par les jeunes des quartiers.

### Localisation des BAC

#### Localisation des BAC locales d'Île-de-France
Pour la Direction de sécurité de proximité de l'agglomération parisienne (DSPAP) :
Pour le SGAP de Versailles :

## Critiques du fonctionnement
Le traitement des flagrants délits peut amener la BAC dans les faits à procéder à des contrôles d'identité et à des fouilles corporelles, semblant injustifiées ou musclées sur les passants selon Le Monde. Régulièrement, la BAC est accusée de faire un usage disproportionné de la provocation et de la violence, en particulier envers les populations des quartiers populaires et lors des manifestations,.
Durant la présidence de Nicolas Sarkozy, la BAC a été accusée par l'anthropologue Didier Fassin de voir ses activités dévoyées dans le but de « faire du chiffre », à savoir de multiplier les interpellations d’étrangers en situation irrégulière et de détenteurs de haschich dans le but de respecter des objectifs chiffrés fixés par le ministère de l’Intérieur à défaut de parvenir à interpeller des délinquants avérés. Cette critique avait été rejetée par le ministre de l’Intérieur de l’époque Claude Guéant.

## Affaires

### BAC de Nancy
En 2022, sept policiers de la BAC de nuit de Nancy sont condamnés pour harcèlement et injures racistes à des peines allant de six à dix-huit mois de prison avec sursis et à l'interdiction d’exercer le métier de policier,. Un gardien de la paix, témoin des faits et membre de l’unité, avait lancé l'alerte en 2018. L'IGPN  avait alors constaté les errements de ce groupe de policiers xénophobes agissant en meute.

### Affaire de la BAC Nord de Marseille
En novembre 2011, le préfet de police Alain Gardère alerte la justice à la suite de soupçons de racket qui serait le fait de membres de la BAC de Marseille nord,. Selon Le Figaro, l'affaire aurait comme origine les accusations de deux anciens de la BAC Nord. Un autre article nomme Sébastien Bennardo, ancien policier de la BAC Nord, et Omar Djellil, militant associatif, comme étant à l’origine de l’affaire. Selon Le Monde, l'affaire démarre par des soupçons sur la BAC Nord de Marseille qui ont fuité dans la presse, l'affaire n'ayant pas encore éclaté, et par le préfet délégué à la sécurité, Alain Gardère, qui veut avoir au plus vite une copie d'un rapport d'avril 2010 sur un gardien de la paix fraîchement congédié de la BAC, Sébastien Bennardo, qui avait dénoncé des « vols répétés sur des vendeurs de drogue » au sein de l'unité, au détour d'une audition disciplinaire. Toujours selon Le Monde, Alain Gardère, ancien directeur de cabinet adjoint de Claude Guéant, tiendrait là « la grosse affaire qui le sauvera en cas de retour de la gauche au pouvoir ». Les soupçons portent notamment sur trois « groupes de jour », alors commandés par Jean Fiorenti, Mohamed Chenine et Bruno Carrasco.
Une enquête est lancée en février 2012. De premières interpellations commencent en octobre de la même année, et se poursuivent jusqu'à la suspension de trente fonctionnaires. Selon Le Monde, le ballet des voitures de police et des avocats étaient retransmis en direct sur les chaînes d'info en continu et le mot « ripoux » prononcé et rabâché. L'unité de jour est dissoute par le ministre de l’Intérieur Manuel Valls, sous la pression médiatique. La BAC Nord, avec ses soixante-dix policiers, était, à l'époque des faits présumés, l'une des meilleures BAC de France, notamment dans la lutte contre les trafics de stupéfiants, avec plus de quatre mille interpellations par an,.
Les policiers en détention sont placés à l'isolement, pour les protéger des autres détenus. Leur identité étant connue d'autres détenus, l'un des policiers témoigne des insultes, des menaces et des bruits à leur encontre pour les empêcher de dormir.
Le 15 novembre 2012, un lien est fait entre la mort d'un indicateur, Lyes Gouasmia, retrouvé carbonisé dans une voiture, et des policiers de cette brigade qui auraient livré son nom à ses meurtriers. Cet indicateur avait précédemment donné l'identité des personnes qui avaient mis le feu à un bus dans lequel Mama Galledou avait été gravement brûlée en 2008. Les dénonciations de cet indicateur auraient gêné les différents trafics de certains policiers de la BAC.
En janvier 2013, la totalité des policiers mis en cause sont réintégrés, certains hors du département des Bouches-du-Rhône où ils exerçaient, sauf le lanceur d'alerte déjà « condamné à dix mois avec sursis pour faux » et écarté cette fois pour son « insubordination ». L'IGPN reproche à ces policiers une série de fautes déontologiques tournant pour l'essentiel autour de la rémunération d'informateurs avec du cannabis. La hiérarchie « ne se posait pas de question dérangeante sur les sources d'information de ses policiers », et les succès obtenus, grâce à la rémunération d'un informateur avec du cannabis, auraient valu à l'un des policiers sanctionnés « une notation élogieuse en 2012 et des lettres de soutien des différents services ». Sa hiérarchie le décrit ainsi : « très impliqué dans la recherche d'interpellations et d'informations, [il] a permis l'interpellation d'individus recherchés ».
Le journal Le Monde dénonce « une guerre des chefs qui ne dit pas son nom, avec un préfet qui gère le dossier au plus près, sans passer par la voie hiérarchique », et témoigne que le dossier disciplinaire monté par l'IGPN — consulté par le journal — montre la fragilité des charges pesant sur ces fonctionnaires. Après dix semaines de détention provisoire, sept fonctionnaires de la BAC Nord ont été non seulement libérés, mais aussi réintégrés à la police.
En janvier 2019, le parquet demande le renvoi devant un tribunal correctionnel des 18 policiers de l'ex-BAC Nord de Marseille. L'instruction met en avant des infractions pénales « systématiques [...] allant bien au-delà d'un simple laisser-aller professionnel ou d'un manque de rigueur ». Ils sont jugés à partir du 18 avril 2021, un jugement en première instance ne débouchant « que » sur quelques condamnations à de la prison avec des peines avec sursis et sept relaxes,, relaxes pour lesquelles le parquet fait appel. Parmi les 18 prévenus, qui comparaîtront tous libres, quinze sont toujours policiers et l'un d'eux a même retrouvé un poste à la BAC Nord de Marseille. Amplement médiatisée en 2012, l’affaire semble donc s'être au fil du temps et de l’enquête largement dégonflée, en particulier sur les accusations d’enrichissement personnel des policiers mis en cause et sur le fait que les accusations reposaient sur des écoutes audio au mieux inaudibles, au pire retranscrites à charge par l’IGPN[non neutre]. Le tribunal estimera grâce à un cabinet d’experts en acoustique que les « retranscriptions de l’IGPN étaient inexactes à 65 % dans certains PV piliers de l’accusation ».
Le 24 juin 2022, le parquet général d'Aix-en-Provence, qui avait fait appel de ces relaxes, se désiste. Les peines attribuées par le tribunal correctionnel de Marseille sont confirmées, à savoir les sept relaxes et les onze condamnations à des peines légères ne dépassant pas de la prison avec sursis. Ce jugement est aujourd'hui définitif.

## Dans la culture
Inspiré de l'affaire de la BAC de Marseille, le film BAC Nord de Cédric Jimenez (2021) crée la surprise au box-office avec 900 000 entrées dans ses deux premières semaines. Il est reconnu pour son efficacité cinématographique 
Si le carton en tête du film indique bien qu'il « est inspiré d'une histoire vraie, mais reste une fiction » et qu'il ne vise pas à « porter une appréciation sur une affaire judiciaire », il donne lieu à une polémique pour la vision qu'il donne des cités et pour sa présentation tant de la pratique des délinquants que du travail des policiers.
 D'autres commentateurs diront que le film n'est pas pro-police ou anti-déliquants. Le Musée de l'Histoire de l'immigration le qualifie ainsi de thriller musclé rappelant des polars de haute qualité comme French Connection ou des réalisations de Clint Eastwood. Télérama le qualifie de "grand spectacle furieux" ; le film divise sa rédaction (avis favorables et défavorables), en lui reconnaissant qu'il est très documenté sur l'affaire de la BAC Nord.